# Жиляй, Виктор Игнатьевич
Виктор Игнатьевич Жиляй  (11 ноября 1844 — не ранее 1907) — русский военачальник, генерал от артиллерии (1907), участник Хивинского похода (1873) и Русско-турецкой войны 1877—1878 годов.

## Биография
Родился 11 ноября 1844 года в дворянской семье, сын полковника. Вероисповедания католического. Окончил Первый кадетский корпус в Санкт-Петербурге и Михайловское артиллерийское училище, откуда был выпущен в 1864 году подпоручиком.
Участвовал в Хивинском походе (1873). Кавалер ордена Святого Станислава II степени с мечами (1873), капитан (1874). Командир Туркестанской конно-горной батареи (1876).
Участвовал в Русско-турецкой войне 1877—1878 годов в составе 8-й Донской конно-артиллерийской батареи. Был награждён орденом Святого Владимира IV степени с мечами и бантом за форсирование Дуная у Зимницы. За отличие в битве при Ловче был произведён в подполковники (1877). За участие в третьем штурме Плевны был награждён орденом Святой Анны II степени с мечами (1878).
После окончания Русско-турецкой войны подполковник (с 1881 года — полковник) Жиляй в 1878—1897 годах последовательно являлся командиром Туркестанской конно-горной батареи (вторично), 13-й и 6-й конно-артиллерийских батарей и 7-го конно-артиллерийского дивизиона. В 1898 году был произведён в генерал-майоры и назначен командиром 2-й запасной артиллерийской бригады (1897—1901). Начальник артиллерии 2-го Кавказского армейского корпуса (1901—1907), с 1904 года — генерал-лейтенант.
Имел ордена по крайней мере вплоть до ордена Святой Анны I степени (1902).
В 1907 году уволен в отставку с производством в генералы от артиллерии.

## Награды
- Орден Святого Станислава 3-й степени (1868)
- Орден Святой Анны 3-й степени (1870)
- Орден Святого Станислава 2-й степени с мечами (1873; императорская корона к знакам ордена — 1874)
- Орден Святого Владимира 4-й степени с мечами и бантом (1877)
- Орден Святой Анны 2-й степени (1878)
- Орден Святого Владимира 3-й степени (1883)
- Орден Святого Станислава 1-й степени (1898)
- Орден Святой Анны 1-й степени (1902)
- Крест «За переход через Дунай» ( Румыния)